# Liikaansaari
Liikaansaari är en ö i Finland. Den ligger i sjön Pihlajavesi och i kommunen Nyslott i  landskapet Södra Savolax, i den sydöstra delen av landet, 260 km nordost om huvudstaden Helsingfors. Öns area är 22,3 hektar och dess största längd är 0,9 kilometer i sydöst-nordvästlig riktning.